# UCI Africa Tour
Az UCI Africa Tour egy országúti kerékpáros versenysorozat, melyet a Nemzetközi Kerékpáros Szövetség (UCI) rendez meg 2005 óta. Az UCI Continental Circuits része. A versenyek a rangsorban a ProTour alatt helyezkednek el, tulajdonképpen ez az országúti kerékpársport "másodosztálya" Afrikában.

## Csapatok
Az UCI ProTour 2005-ös megalakulása óta a korábbi GSII-es csapatokat profi kontinentálisnak, míg a korábbi GSIII-as csapatokat kontinentálisnak hívják.
Profi kontinentális csapatok
| UCI-kód            | Hivatalos név | Ország |
| ------------------ | ------------- | ------ |
| Nincs ilyen csapat |               |        |

Kontinentális csapatok
| UCI-kód | Hivatalos név                        | Ország |
| ------- | ------------------------------------ | ------ |
| GSP     | Groupement Sportif Pétrolier Algérie | ALG    |
| OTA     | Olympique Team Algérie               | ALG    |
| VCS     | Vélo Club SOVAC–Algérie              | ALG    |
| MPC     | Marco Polo Cycling Team              | ETH    |
| MTN     | MTN Qhubeka                          | RSA    |
| BNT     | Team Bonitas                         | RSA    |

## Korábbi győztesek
| Év        | Egyéni győztes Név       | Egyéni győztes Ország | Egyéni győztes Csapat  | Nemzetek győztese | Csapatverseny győztese               |
| --------- | ------------------------ | --------------------- | ---------------------- | ----------------- | ------------------------------------ |
| 2004-2005 | Tiaan Kannemeyer         | RSA                   | Team Barloworld-Valsir | RSA               | Team Barloworld-Valsir               |
| 2005-2006 | Rabaki Jeremie Ouedraogo | BUR                   |                        | RSA               | Cycling Team Capec                   |
| 2006-2007 | Hassen Ben Nasser        | TUN                   |                        | RSA               | Barloworld                           |
| 2007-2008 | Nicholas White           | RSA                   | Team MTN               | RSA               | Team MTN                             |
| 2008-2009 | Dan Craven               | NAM                   | Rapha Condor           | RSA               | Barloworld                           |
| 2009-2010 | Abdelatif Saadoune       | MAR                   |                        | MAR               | MTN Energade                         |
| 2010-2011 | Adil Jelloul             | MAR                   |                        | MAR               | Groupement Sportif Pétrolier Algérie |
| 2011-2012 | Tarik Chaoufi            | MAR                   |                        | MAR               | MTN–Qhubeka                          |
| 2012-2013 |                          |                       |                        |                   |                                      |